# 貝恩策略顧問
貝恩咨询，香港译为貝恩策略顧問公司（英語：Bain & Company）為一所全球型的管理諮詢公司。

## 历史
於1973年成立於波士頓。其主要创始人威廉·贝恩早年就业于波士顿咨询公司。在1973年贝恩带领几名咨询顾问离开了波士顿公司，成立了贝恩咨询公司。在1973年到20世纪80年代中期，贝恩咨询的年增长速度为50%左右。在1998年，贝恩咨询公司的拥有咨询顾问近1500人，年营业收入在4.5亿美元，客户主要分布在60多个国家。

## 业务

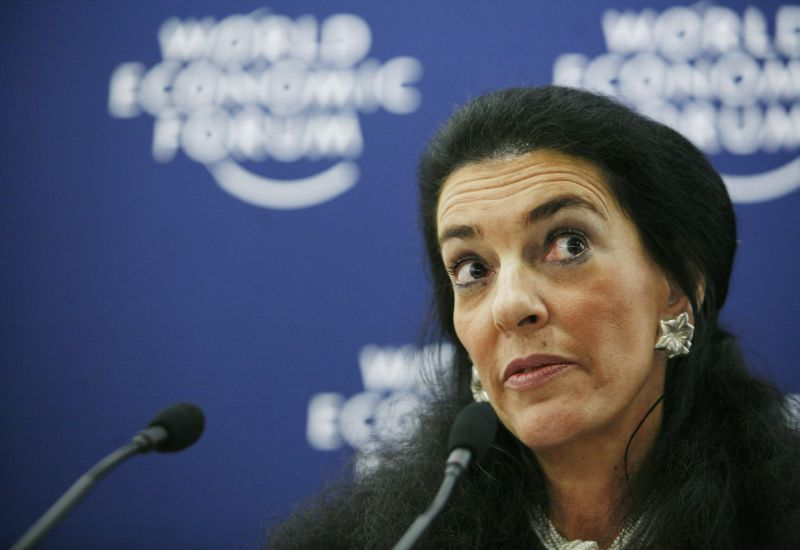
2007年瑞士达沃斯世界经济论坛上的贝恩咨询董事长Orit Gadiesh

貝恩咨询的主要業務領域包括：戰略決策、電子商務戰略、客戶關係、企業成長、企業運作管理優化、供應鏈管理、組織與變革管理、兼併重組。

## 競爭對手
貝恩咨询與波士頓諮詢公司、麥肯錫公司等管理顧問公司競爭，并称为三大管理咨询公司。